# 2019-es FIFA-klubvilágbajnokság
A 2019-es FIFA-klubvilágbajnokság (szponzorációs nevén FIFA Club World Cup Qatar 2019 presented by Alibaba Cloud) a klubvilágbajnokság 16. kiírása volt. A tornát december 11. és 21. között rendezték Katar fővárosában, Dohában.
A döntőben a Bajnokok Ligája-győztes Liverpool 1–0-ra győzte le a Copa Libertadores bajnokát, a Flamengót.

## A rendező ország kiválasztása
A Nemzetközi Labdarúgó-szövetség a kibővített formátumú klubvilágbajnokság bevezetése miatt késleltette a házigazda bejelentését. A FIFA 2019. március 15-én jelentette be, hogy a döntést elnapolják, majd a 2019. május 28-án hivatalossá vált, hogy a 2019-es és 2020-as torna rendezőjét a FIFA-tanács Párizsban tartott ülésén jelölik ki 2019. június 3-án.
Végük Katar, illetve annak fővárosa, Doha kapta a rendezési jogot a két tornára, tekintettel a 2022-es világbajnokságra, és az is eldőlt, hogy a 2021-es évtől vezetik be az új lebonyolítási formulát.

## Részt vevő csapatok
A következő csapatok kvalifikálták magukat a tornára:
| Csapat                        | Konföderáció                | Kvalifikáció módja                          | Kvalifikáció dátuma         | Részvételek száma           |
| Az elődöntőben csatlakoznak   | Az elődöntőben csatlakoznak | Az elődöntőben csatlakoznak                 | Az elődöntőben csatlakoznak | Az elődöntőben csatlakoznak |
| ----------------------------- | --------------------------- | ------------------------------------------- | --------------------------- | --------------------------- |
| Flamengo                      | CONMEBOL                    | A 2019-es Copa Libertadores győztese        | 2019. november 23.          | újonc                       |
| Liverpool                     | UEFA                        | A 2018–19-es Bajnokok Ligája győztese       | 2019. június 1.             | 2. (2005)                   |
| A negyeddöntőben csatlakoznak |                             |                                             |                             |                             |
| el-Hilál                      | AFC                         | A 2019-es AFC-bajnokok ligája győztese      | 2019. november 24.          | újonc                       |
| Espérance de Tunis            | CAF                         | A 2018–19-es CAF-bajnokok ligája győztese   | 2019. augusztus 7.          | 3. (2011, 2018)             |
| Monterrey                     | CONCACAF                    | A 2019-es CONCACAF-bajnokok ligája győztese | 2019. május 1.              | 4. (2011, 2012, 2013)       |
| A selejtezőben csatlakoznak   |                             |                                             |                             |                             |
| Hienghène Sport               | OFC                         | A 2019-es OFC-bajnokok ligája győztese      | 2019. május 11.             | újonc                       |
| Asz-Szadd                     | AFC                         | A 2018–19-es katari bajnokság győztese      | 2019. augusztus 13.         | 2. (2011)                   |

## Helyszínek
A FIFA 2019. szeptember 30-án jelentette be a klubvilágbajnokság három helyszínét és a mérkőzések ütemtervét. Mindhárom stadion Dohában található, és mindhárom helyszínéül szolgált a 2011-es Ázsia-kupa mérkőzéseinek.
|                          | Doha                      | Doha                     | Doha |
| ------------------------ | ------------------------- | ------------------------ | ---- |
| Katari Egyetemi Stadion  | Kalifa Nemzetközi Stadion | Jassim bin Hamad Stadion |      |
| Befogadóképesség: 40 000 | Befogadóképesség: 40 000  | Befogadóképesség: 12 000 |      |
|                          |                           |                          |      |

## Játékvezetők
A tornára összesen öt játékvezetőt, tíz asszisztenst, és hat, a videóbírót felügyelő asszisztenst delegáltak a részt vevő csapatok konföderációi. Az óceániai régiót Abdelkader Zitouni tartalék játékvezető képviselte.
| Konföderáció | Játékvezető             | Asszisztens                            | Videóbírót felügyelő asszisztens                                 |
| ------------ | ----------------------- | -------------------------------------- | ---------------------------------------------------------------- |
| AFC          | Abdulramán al-Dzsasszím | Taleb Al-Marri Saoud Al-Maqaleh        | Fing Mu                                                          |
| CAF          | Musztafa Gorbál         | Mahmoud Abouelregal Mokrane Gourari    | Bakary Gassama                                                   |
| CONCACAF     | Iszmáíl el-Fath         | Kyle Atkins Corey Parker               | Alan Kelly (2014 óta rendszeresen vezet mérkőzéseket az MLS-ben) |
| CONMEBOL     | Roberto Tobar           | Christian Schiemann Claudio Ríos Ortiz | Esteban Ostojich                                                 |
| UEFA         | Ovidiu Hațegan          | Octavian Șovre Sebastian Gheorghe      | Juan Martínez Munuera Benoît Millot                              |

## Keretek
Minden részt vevő klubnak 23 fős keretet kellett nevezni a tornára, ezekből három játékosnak kapusnak kell lennie. Cserére sérülés esetén az adott klub első mérkőzését megelőző 24 órában volt lehetőség.

## Mérkőzések

### Ágrajz
|  |                             |                             |                     |                     |                     |                     |                     |                     |                     |              |              |              |           |  |  |                     |                     |                     |
|  | Selejtező                   | Selejtező                   | Selejtező           |                     |                     | Negyeddöntők        | Negyeddöntők        | Negyeddöntők        |                     |              | Elődöntők    | Elődöntők    | Elődöntők |  |  | Döntő               | Döntő               | Döntő               |
|  | Selejtező                   | Selejtező                   | Selejtező           |                     |                     | Negyeddöntők        | Negyeddöntők        | Negyeddöntők        |                     |              | Elődöntők    | Elődöntők    | Elődöntők |  |  | Döntő               | Döntő               | Döntő               |
|  | december 11. – Doha         | december 11. – Doha         | december 11. – Doha | december 14. – Doha | december 14. – Doha | december 14. – Doha | december 18. – Doha | december 18. – Doha | december 18. – Doha |              |              |              |           |  |  |                     |                     |                     |
|  | december 11. – Doha         | december 11. – Doha         | december 11. – Doha | december 14. – Doha | december 14. – Doha | december 14. – Doha | december 18. – Doha | december 18. – Doha | december 18. – Doha |              |              |              |           |  |  |                     |                     |                     |
|  | Asz-Szadd al-Katari         | Asz-Szadd al-Katari         | 3                   | CF Monterrey        | CF Monterrey        | 3                   | CF Monterrey        | CF Monterrey        | 1                   |              |              |              |           |  |  |                     |                     |                     |
|  | Asz-Szadd al-Katari         | Asz-Szadd al-Katari         | 3                   | CF Monterrey        | CF Monterrey        | 3                   | CF Monterrey        | CF Monterrey        | 1                   |              |              |              |           |  |  |                     |                     |                     |
|  | Hienghène Sport             | Hienghène Sport             | 1                   |                     |                     | Asz-Szadd al-Katari | Asz-Szadd al-Katari | 2                   |                     |              | Liverpool FC | Liverpool FC | 2         |  |  | december 21. – Doha | december 21. – Doha | december 21. – Doha |
|  | Hienghène Sport             | Hienghène Sport             | 1                   |                     |                     | Asz-Szadd al-Katari | Asz-Szadd al-Katari | 2                   |                     |              | Liverpool FC | Liverpool FC | 2         |  |  | december 21. – Doha | december 21. – Doha | december 21. – Doha |
|  |                             |                             |                     |                     |                     |                     |                     |                     |                     | Liverpool FC | Liverpool FC | 1            |           |  |  |                     |                     |                     |
|  |                             |                             |                     |                     |                     |                     |                     |                     |                     | Liverpool FC | Liverpool FC | 1            |           |  |  |                     |                     |                     |
|  | december 14. – Doha         | december 14. – Doha         | december 14. – Doha | december 17. – Doha | december 17. – Doha | december 17. – Doha |                     |                     | CR Flamengo         | CR Flamengo  | 0            |              |           |  |  |                     |                     |                     |
|  | december 14. – Doha         | december 14. – Doha         | december 14. – Doha | december 17. – Doha | december 17. – Doha | december 17. – Doha |                     |                     | CR Flamengo         | CR Flamengo  | 0            |              |           |  |  |                     |                     |                     |
|  | El-Hilál SFC                | El-Hilál SFC                | 1                   | CR Flamengo         | CR Flamengo         | 3                   |                     |                     |                     |              |              |              |           |  |  |                     |                     |                     |
|  | El-Hilál SFC                | El-Hilál SFC                | 1                   | CR Flamengo         | CR Flamengo         | 3                   |                     |                     |                     |              |              |              |           |  |  |                     |                     |                     |
|  | Espérance Sportive de Tunis | Espérance Sportive de Tunis | 0                   |                     |                     | El-Hilál SFC        | El-Hilál SFC        | 1                   |                     |              |              |              |           |  |  |                     |                     |                     |
|  | Espérance Sportive de Tunis | Espérance Sportive de Tunis | 0                   |                     |                     | El-Hilál SFC        | El-Hilál SFC        | 1                   |                     |              |              |              |           |  |  |                     |                     |                     |
|  |                             |                             |                     |                     |                     |                     |                     |                     |                     |              |              |              |           |  |  |                     |                     |                     |
|  |                             |                             |                     |                     |                     |                     |                     |                     |                     |              |              |              |           |  |  |                     |                     |                     |
|  | Az 5. helyért               | Az 5. helyért               | Az 5. helyért       | Bronzmérkőzés       | Bronzmérkőzés       | Bronzmérkőzés       |                     |                     |                     |              |              |              |           |  |  |                     |                     |                     |
|  | Az 5. helyért               | Az 5. helyért               | Az 5. helyért       | Bronzmérkőzés       | Bronzmérkőzés       | Bronzmérkőzés       |                     |                     |                     |              |              |              |           |  |  |                     |                     |                     |
|  | december 17. – Doha         | december 17. – Doha         | december 17. – Doha | december 21. – Doha | december 21. – Doha | december 21. – Doha |                     |                     |                     |              |              |              |           |  |  |                     |                     |                     |
|  | december 17. – Doha         | december 17. – Doha         | december 17. – Doha | december 21. – Doha | december 21. – Doha | december 21. – Doha |                     |                     |                     |              |              |              |           |  |  |                     |                     |                     |
|  | Asz-Szadd al-Katari         | Asz-Szadd al-Katari         | 2                   | CF Monterrey        | CF Monterrey        | 2 (4)               |                     |                     |                     |              |              |              |           |  |  |                     |                     |                     |
|  | Asz-Szadd al-Katari         | Asz-Szadd al-Katari         | 2                   | CF Monterrey        | CF Monterrey        | 2 (4)               |                     |                     |                     |              |              |              |           |  |  |                     |                     |                     |
|  | Espérance Sportive de Tunis | Espérance Sportive de Tunis | 6                   | El-Hilál SFC        | El-Hilál SFC        | 2 (3)               |                     |                     |                     |              |              |              |           |  |  |                     |                     |                     |
|  | Espérance Sportive de Tunis | Espérance Sportive de Tunis | 6                   | El-Hilál SFC        | El-Hilál SFC        | 2 (3)               |                     |                     |                     |              |              |              |           |  |  |                     |                     |                     |

### Selejtező
| 2019. december 11. 20:30 |

| Asz-Szadd                          | 3–1 (h. u.)            | Hienghène Sport |
| ---------------------------------- | ---------------------- | --------------- |
| Búnzsáh 26' Haszan 100' Ró-Ró 114' | (1–0, 1–1) Jegyzőkönyv | Roine 46'       |

| Jassim bin Hamad Stadion, Doha Nézőszám: 7047 Játékvezető: Musztafa Gorbál (algériai) |

### Negyeddöntők
| 2019. december 14. 17:00 |

| el-Hilál  | 1–0               | Espérance Sportive de Tunis |
| --------- | ----------------- | --------------------------- |
| Gomis 73' | (0–0) Jegyzőkönyv |                             |

| Jassim bin Hamad Stadion, Doha Nézőszám: 7726 Játékvezető: Roberto Tobar (chilei) |

| 2019. december 14. 20:30 |

| Monterrey                                   | 3–2               | Asz-Szadd              |
| ------------------------------------------- | ----------------- | ---------------------- |
| Vangioni 23' Funes Mori 45+1' Rodríguez 77' | (2–0) Jegyzőkönyv | Búnzsáh 66' Haszan 89' |

| Jassim bin Hamad Stadion, Doha Nézőszám: 4878 Játékvezető: Ovidiu Hațegan (román) |

### Az ötödik helyért
| 2019. december 17. 17:30 |

| Asz-Szadd                                       | 2–6               | Espérance Sportive de Tunis                                   |
| ----------------------------------------------- | ----------------- | ------------------------------------------------------------- |
| Búnzsáh 32' (11-esből) el-Hídúsz 49' (11-esből) | (1–4) Jegyzőkönyv | el-Húni 6', 42', 74' el-Badri 13', 25' (11-esből) Derbáli 87' |

| Kalifa Nemzetközi Stadion, Doha Nézőszám: 15037 Játékvezető: Abdelkader Zitouni (tahiti) |

### Elődöntők
| 2019. december 17. 20:30 |

| Flamengo                                                 | 3–1               | el-Hilál       |
| -------------------------------------------------------- | ----------------- | -------------- |
| Arrascaeta 49' Bruno Henrique 78' Al-Bulaihi 82' (öngól) | (0–1) Jegyzőkönyv | ed-Dúszari 18' |

| Kalifa Nemzetközi Stadion, Doha Nézőszám: 21588 Játékvezető: Iszmáíl el-Fath (amerikai) |

| 2019. december 18. 20:30 |

| Monterrey         | 1–2               | Liverpool               |
| ----------------- | ----------------- | ----------------------- |
| R. Funes Mori 14' | (1–1) Jegyzőkönyv | Keïta 12' Firmino 90+1' |

| Kalifa Nemzetközi Stadion, Doha Nézőszám: 45416 Játékvezető: Roberto Tobar (chilei) |

### Bronzmérkőzés
| 2019. december 21. 17:30 |

| Monterrey                                   | 2–2               | el-Hilál                                  |
| ------------------------------------------- | ----------------- | ----------------------------------------- |
| A. González 55' Meza 60'                    | (0–1) Jegyzőkönyv | Carlos Eduardo 35' Gomis 66'              |
| Büntetőpárbaj                               |                   |                                           |
| González Medina Funes Mori Vásquez Cárdenas | 4–3               | Gomis Giovinco Carlos Eduardo Csang Kanno |

| Kalifa Nemzetközi Stadion, Doha Nézőszám: 19318 Játékvezető: Ovidiu Hațegan (román) |

### Döntő
| 2019. december 21. 20:30 (UTC+03:00) |

| Liverpool   | 1–0 (h. u.)       | Flamengo |
| ----------- | ----------------- | -------- |
| Firmino 99' | (0–0) Jegyzőkönyv |          |

| Khalifa Nemzetközi Stadion, Doha Nézőszám: 45416 Játékvezető: Abdulramán al-Dzsasszím (katari) |

| A 2019-es FIFA-klubvilágbajnokság győztese |
| ------------------------------------------ |
| Liverpool 1. cím                           |

## Góllövőlista
| Helyezés | Játékos                | Csapat             | Gól |
| -------- | ---------------------- | ------------------ | --- |
| 1        | Bagdád Búnzsáh         | Asz-Szadd          | 3   |
| 1        | Hamdú el-Húni          | Espérance de Tunis | 3   |
| 3        | Anísz el-Badri         | Espérance de Tunis | 2   |
| 3        | Roberto Firmino        | Liverpool          | 2   |
| 3        | Rogelio Funes Mori     | Monterrey          | 2   |
| 3        | Bafétimbi Gomis        | el-Hilál           | 2   |
| 3        | Abd el-Csarím Haszan   | Asz-Szadd          | 2   |
| 8        | Bruno Henrique         | Flamengo           | 1   |
| 8        | Carlos Eduardo         | el-Hilál           | 1   |
| 8        | Szálem ed-Dúszari      | el-Hilál           | 1   |
| 8        | Giorgian De Arrascaeta | Flamengo           | 1   |
| 8        | Számeh ed-Derbáli      | Espérance de Tunis | 1   |
| 8        | Alfonso González       | Monterrey          | 1   |
| 8        | Haszan el-Hídúsz       | Asz-Szadd          | 1   |
| 8        | Naby Keïta             | Liverpool          | 1   |
| 8        | Maximiliano Meza       | Monterrey          | 1   |
| 8        | Carlos Rodríguez       | Monterrey          | 1   |
| 8        | Antoine Roïné          | Hienghène Sport    | 1   |
| 8        | Ró-Ró                  | Asz-Szadd          | 1   |
| 8        | Leonel Vangioni        | Monterrey          | 1   |

Öngól
- Ali Al-Bulaihi (el-Hilál, a Flamengo ellen)

## Végeredmény
| Hely. | Csapat                   | M | Gy | D | V | G+ | G– | Gk | P |
| ----- | ------------------------ | - | -- | - | - | -- | -- | -- | - |
| 1     | Liverpool (UEFA)         | 2 | 2  | 0 | 0 | 3  | 1  | +2 | 6 |
| 2     | Flamengo (CONMEBOL)      | 2 | 1  | 0 | 1 | 3  | 2  | +1 | 3 |
| 3     | Monterrey (CONCACAF)     | 3 | 1  | 1 | 1 | 6  | 6  | 0  | 4 |
| 4.    | el-Hilál (AFC)           | 3 | 1  | 1 | 1 | 4  | 5  | −1 | 4 |
| 5.    | Espérance de Tunis (CAF) | 2 | 1  | 0 | 1 | 6  | 3  | +3 | 3 |
| 6.    | Asz-Szadd (AFC) (H)      | 3 | 1  | 0 | 2 | 7  | 10 | −3 | 3 |
| 7.    | Hienghène Sport (OFC)    | 1 | 0  | 0 | 1 | 1  | 3  | −2 | 0 |

## Díjak
A torna legjobb játékosa Mohamed Szaláh lett, a FIFA Fair Play díját az Espérance de Tunis kapta.
| Aranylabda                 | Ezüstlabda                | Bronzlabda                |
| -------------------------- | ------------------------- | ------------------------- |
| Mohamed Szaláh (Liverpool) | Bruno Henrique (Flamengo) | Carlos Eduardo (el-Hilál) |
| FIFA Fair Play-díj         |                           |                           |
| Espérance de Tunis         |                           |                           |

## A rendezést ért kritikák
2017-ben az Öböl-menti Együttműködési Tanács három tagállama és Egyiptom megszakított mindenféle diplomáciai kapcsolatot Katarral, állampolgáraik belépését az országba pedig korlátozta. A Nemzetközi Labdarúgó-szövetség 2019 novemberében 200 belépőjegyet biztosított a tornára Szaúd-Arábiából és Bahreinből érkező szurkolói számára, valamint 500 belépőjegyet az Egyesült Arab Emírségekből és Egyiptomból érkező szurkolók számára. A Human Rights Watch (HRW) emberi jogokkal foglalkozó nemzetközi szervezet ezt követően éles kritikával illette a FIFÁt, illetve figyelmeztette a nemzetközi szövetséget, hogy tisztában kell lennie azokkal a kockázatokkal, amelyekkel a szurkolók szembesülhetnek saját országukban, és biztosítania kell, hogy nincsenek kitéve zaklatás vagy büntetőeljárás kockázatának.
2019. november 5-én a Liverpool vezérigazgatója, Peter Moore egy nyilatkozatában biztosította arról a klub szurkolóit, hogy Katarba az LMBT szurkolók sem esnek semmilyen megkülönböztetés alá.
Az angol csapat az elődöntőjük előtt egy nappal, december 17-én lépett volna pályára a sorsolás szerint az angol Ligakupa negyeddöntőjében az Aston Villa ellen. Jürgen Klopp, a csapat menedzsere ugyan többször éles kritikát fogalmazott meg a helyzettel kapcsolatban, egy alkalommal a bojkott lehetőségét is felvetve, amennyiben az angol szövetség nem talál megoldást a helyzetre, a klub nem kapott halasztási lehetőséget. Végül a Liverpool az első keretével utazott Katarba, a Ligakupában pedig a csapat fiatal játékosai léptek pályára az Aston Villa elleni mérkőzésen, amelyet a birminghami klub nyert meg 5–0-ra.